# Japanse architectuur
In dit artikel worden de belangrijkste punten uit de geschiedenis van de Japanse architectuur weergegeven, beginnend bij de invoering van Chinese bouwstijlen en eindigend in de Edoperiode.

## Tijdlijn

### Asukaperiode (538-710)

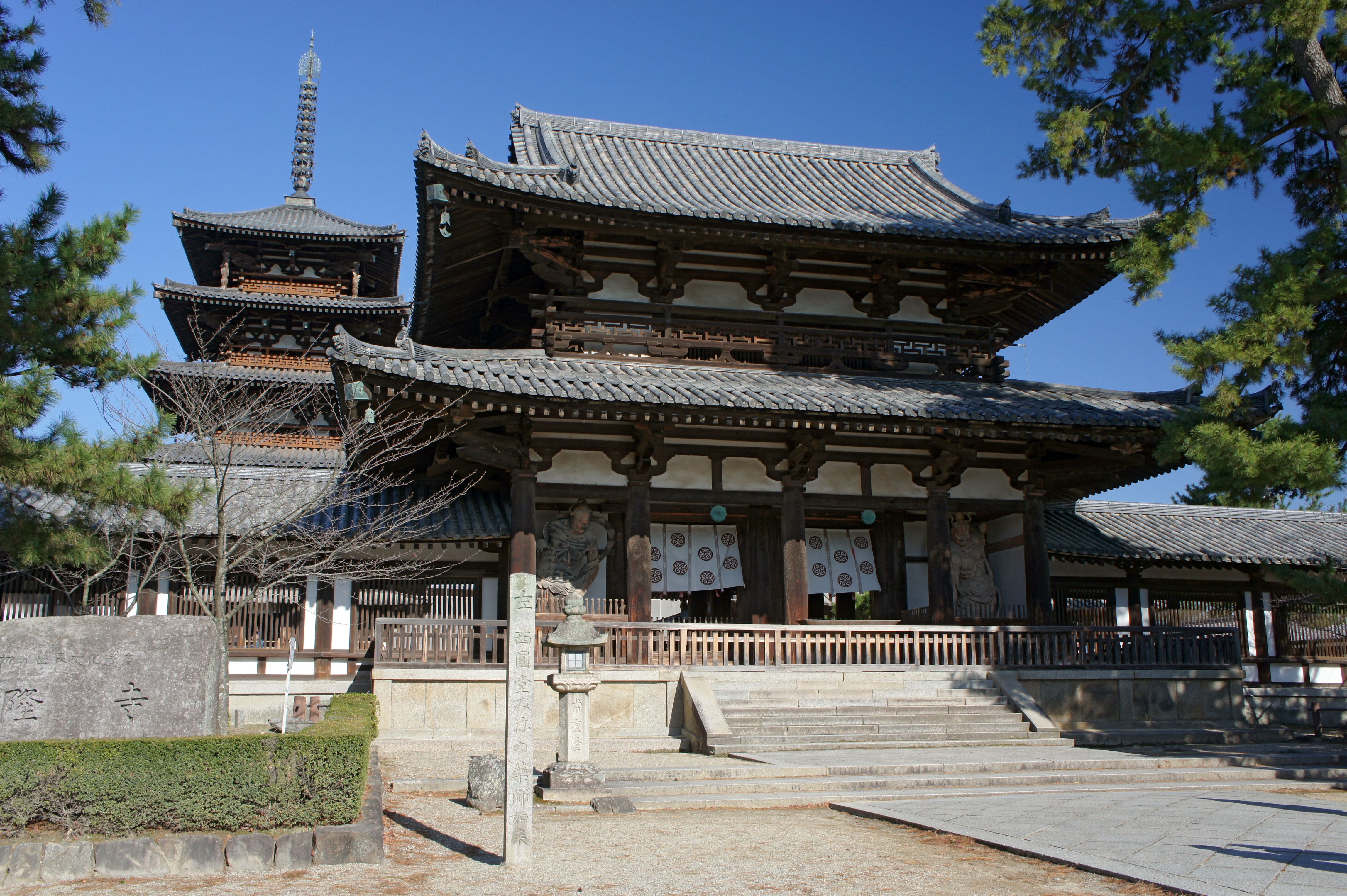
De binnenpoort van de Horyu-ji.

In de Asukaperiode kwam vanuit China een eerste boeddhistische stijl, gebaseerd op Chinese Wei-stijl. Een mooi voorbeeld van deze stijl is Horyu-ji, een boeddhistische tempel gebouwd in opdracht van keizer Yomei. Het gebouw werd in 1993, als eerste Japanse bouwwerk, opgenomen op de werelderfgoedlijst van UNESCO.

### Naraperiode (710-794)

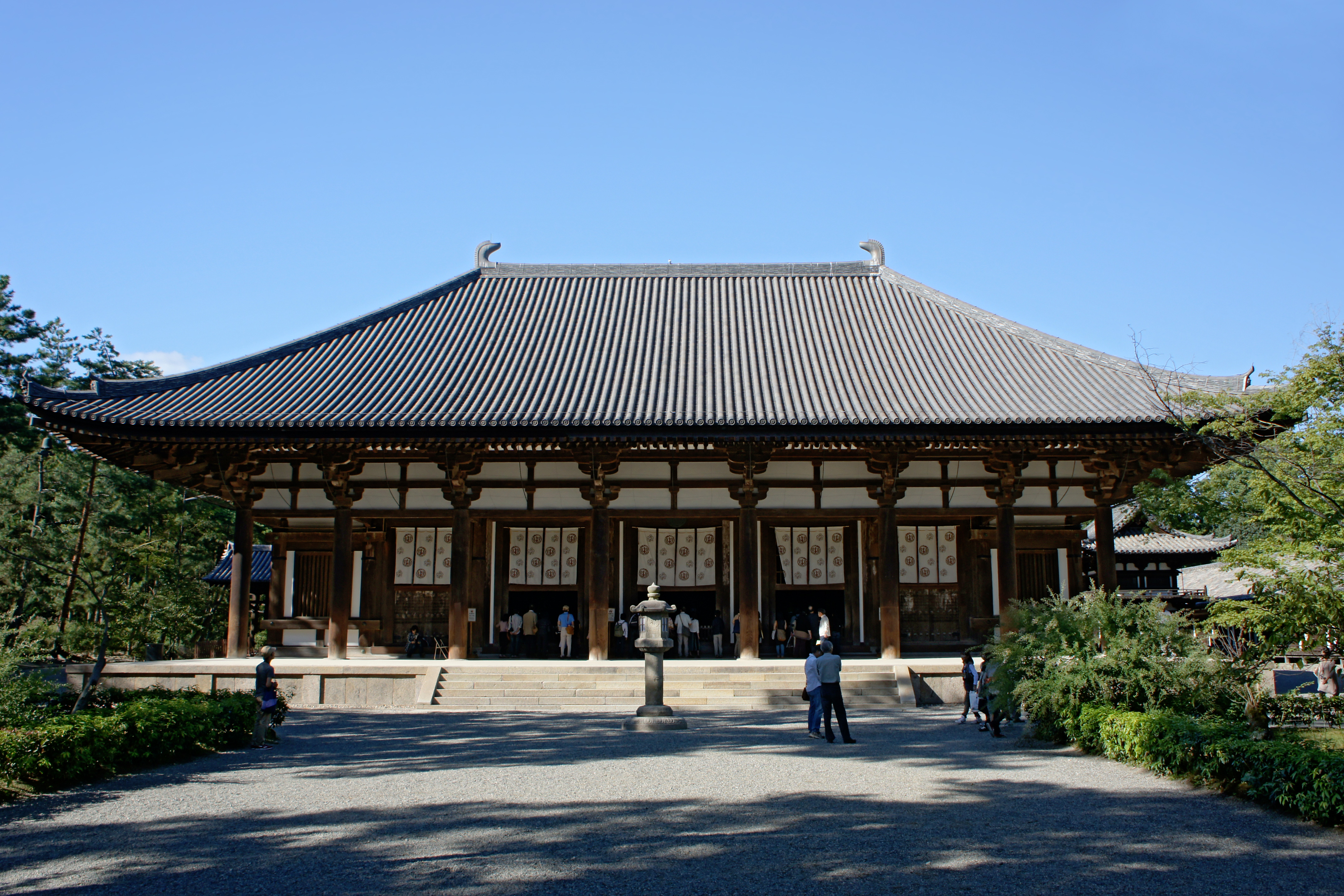
De Tōshōdai-ji in Nara.

In de Naraperiode werd de architectuur beïnvloed door een nieuwe Chinese stijl: de Tang-stijl. Een kenmerk van deze stijl is dat de structuur van het gebouw belangrijker werd geacht dan de versiering. Een voorbeeld van deze stijl is de Tōshōdai-ji in Nara, een andere boeddhistische tempel, gebouwd in opdracht van de Chinese monnik Jianzhen.

### Heianperiode (794-1185)
De Heianperiode was de bouwstijl voor de aristocratie. Een van de basisprincipes van deze stijl bestaat uit een groep symmetrisch geordende gebouwen. Te midden daarvan rijst het hoofdgebouw (shinden) op. Links en rechts van het hoofdgebouw werden twee minder belangrijke gebouwen (tai) gezet. Het gebouwencomplex mondde uit in een zuidelijke tuin, voorzien van een grote vijver met eilandjes en bruggetjes. In die zuidelijke tuin werden vaak ceremonies gehouden.

### Muromachiperiode (1338-1573)

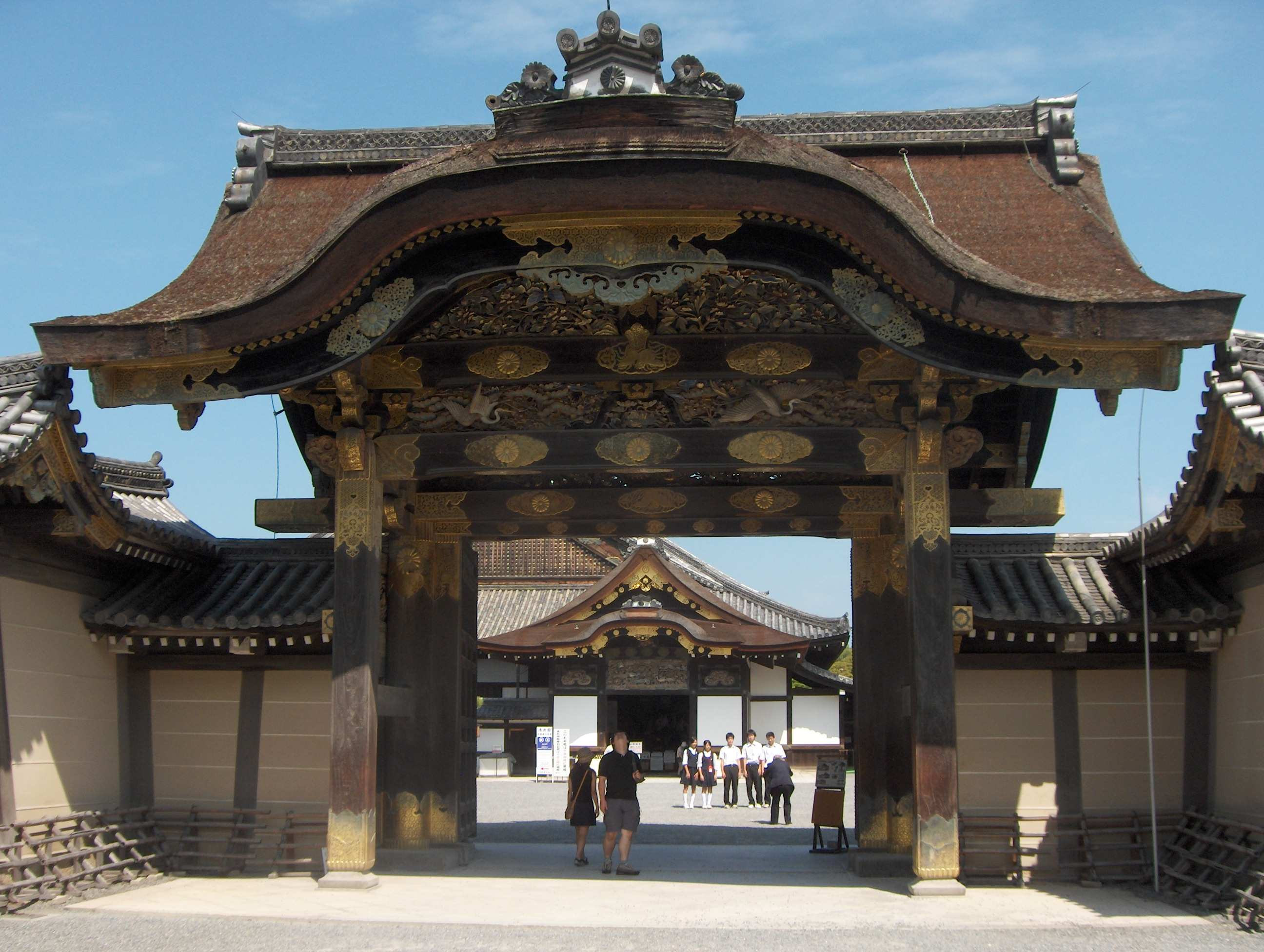
De karamon-poort van Kasteel Nijo.

In de Muromachiperiode werd de shoin-zukuri-stijl ontwikkeld. Deze huiselijke bouwstijl is de een van de voorlopers van de hedendaagse Japanse bouwkunst. Gebouwen in deze stijl bestaan uit een centrale ruimte (omoya) die omringd wordt door wandelgangen. De verschillende ruimtes, die zo worden gecreëerd, worden gescheiden door papieren schuifdeuren. De vloerbekleding bestaat slechts en alleen uit stromatten (tatami). Karakteristiek aan deze stijl zijn de vierkante pilaren (kakubashira) en de entreehal (genkan). Er werd bij deze stijl veel aandacht geschonken aan versiering. Een voorbeeld van deze stijl is de Ninomaru-hal van het Kasteel Nijo in Kyoto.

### Azuchi-Momoyamaperiode (1573-1603)
In de Azuchi-Momoyamaperiode werd er nieuwe stijl van residentiële architectuur ontwikkeld: De sukiya-zukuri. Deze stijl was gebaseerd op de shoin zukuri en kwam voort uit de theeceremonie. Het woord sukiya slaat eigenlijk terug op het gebouw waar de theeceremonie gehouden werd. In deze stijl staat simpelheid centraal. Versieringen waren dan ook louter van natuurlijke aard.

### Edoperiode (1750-1886)
In het midden en het einde van de Edoperiode ging bij het gewone volk de voorkeur uit naar de sukiya-zukuri, maar dan een grotere vorm ervan. Op dit principe is ook de hedendaagse Japanse architectuur gebaseerd.